# Herbert Lawford
Herbert Fortescue Lawford (Bayswater, 15 maggio 1851 – Aboyne, 20 aprile 1925) è stato un tennista, calciatore ed enciclopedista britannico, pioniere dello sport.
Inizialmente calciatore, presto divenne uno dei primi e più capaci giocatori di tennis del XIX secolo, partecipando in maniera continuativa al torneo di Wimbledon dal 1878 al 1889, raggiungendo sei volte la finale durante gli anni 1880. A causa dell'egemonia nella competizione dei gemelli britannici William ed Ernest Renshaw, Lawford fu in grado di vincere il prestigioso torneo una sola volta, nell'edizione del 1887, battendo in finale proprio Ernest Renshaw, (che avrebbe vinto il titolo nella finale dell'anno seguente). Detiene, assieme ad Arthur Gore,  il record di finali perse del singolare maschile di Wimbledon (cinque).
Oltre al titolo di Wimbledon, Herbert Lawford si aggiudicò numerose altre competizioni dell'epoca, tra le quali anche il doppio maschile del torneo di Oxford nel 1879, che poco più tardi si sarebbe affiliato a quello di Wimbledon. In totale nella sua carriera vinse dodici titoli tennistici, e fu il primo giocatore conosciuto a fare uso del topspin, sviluppando anche un colpo caratteristico, il "diritto Lawford". 
Herbert Lawford, molto noto come sportivo a livello nazionale, favorì assieme ai fratelli Renshaw la popolarizzazione del tennis, e molti tennisti contemporanei e successivi si ispirarono al suo stile di gioco, precursore del moderno agonismo. Contribuì inoltre alla standardizzazione della disciplina, che grazie alla sua sperimentazione adottò modelli definiti di racchette e palline.

## Biografia

### Inizi

#### Origini
Herbert Lawford nacque il 15 maggio 1851 a Bayswater, un quartiere di Londra, da un'agiata e antica famiglia borghese. Il padre, Thomas Acland Lawford (1816-1884), era un agente di cambio benestante, mentre la madre, Janet Bruce, apparteneva a una ricca famiglia di banchieri di origini scozzesi. Herbert era il secondo dei sette figli della coppia, sposatasi nel 1848. Aveva una sorella maggiore, Jessie, mentre i fratelli minori erano Ernest, Evelyn, Archibald, Ethel e Sydney. Per via delle origini materne ebbe una predilezione particolare per la Scozia, regione dove infine si ritirò a vivere. Suo fratello minore, il generale Sydney Lawford, emigrò negli Stati Uniti e fu padre dell'attore Peter Lawford (marito di Patricia Kennedy, sorella del presidente degli Stati Uniti d'America John Fitzgerald Kennedy) e nonno dell'attore Christopher Lawford.
Nel 1857 la famiglia si trasferì a Royal Tunbridge Wells, dove Herbert crebbe nella magione di Kenley. Ebbe un'infanzia irrequieta, cambiando più volte istituto di formazione, nonostante la volontà paterna di dargli un'alta educazione. Nel 1868 si trasferì in Scozia, passando un breve periodo in un'accademia privata di Edimburgo e  frequentando in seguito i corsi di Arte all'Università di Edimburgo. Nel 1870 tuttavia, rivelatosi poco incline alla prosecuzione degli studi, abbandonò la carriera universitaria per diventare agente di cambio a Londra seguendo le orme paterne. Entrò a far parte dell'azienda paterna, la Steer, Lawford & Co., rimanendovi per tutta la vita e assumendone infine il comando. Nella casa familiare nel frattempo venne ad abitare anche un cugino, Vincent Lawford, a seguito del suicidio dello zio di Herbert, John Lawford, e di suo figlio Francis durante gli anni 1870.
Per gli anni successivi visse nella capitale britannica, e fu qui che approfondì i suoi legami con lo sport. Già giocatore di cricket durante il periodo universitario, dapprima si interessò al calcio giocando sporadicamente per alcuni anni come attaccante del Barnes F.C. e partecipando anche alle prime FA Cup (anche se occasionalmente giocava pure per altre squadre). Si interessò poi al ciclismo arrivando secondo a una gara tenuta a Turnbridge Wells, ma presto lo abbandonò in favore del tennis. Appassionatosi alla nascente disciplina sportiva, si rivelò molto dotato per essa, e decise di partecipare all'altrettanto nuovo torneo di Wimbledon. Di solito, come da lui stesso testimoniato, lavorava la mattina e buona parte del pomeriggio alla sua azienda oppure in banca, per poi recarsi dalle cinque del pomeriggio in poi ai campi da tennis per giocare; all'epoca di solito infatti una giornata lavorativa nel mondo bancario durava dalle ore undici di mattina fino alle quattro del pomeriggio, permettendogli così di alternare lavoro e sport.

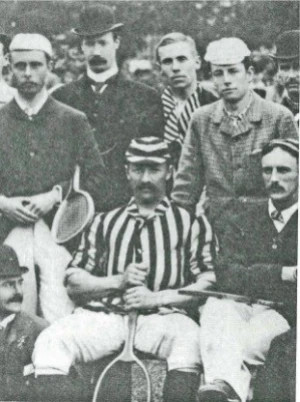
Lawford (seduto al centro) fotografato assieme ad altri membri del popolare Fitzwilliam Club a Dublino nel 1883; si vedono, tra gli altri, anche Ernest Renshaw (a sinistra con la racchetta) e Vere St. Leger Goold (a destra in seconda fila)

#### Stile di gioco ed estetica
Herbert Lawford fu il primo giocatore conosciuto a fare uso del topspin, introducendolo nel tennis e dominando gli avversari grazie a questo peculiare colpo di gioco, permessogli anche dalla forte presa che aveva sulla racchetta, e quindi dall'ottimo controllo che possedeva della palla. Il suo colpo divenne quindi così iconico da passare alla storia come "diritto Lawford" (Lawford forehand). Il suo stile fu tuttavia sempre dinamico: all'inizio della sua carriera si limitò a seguire il semplice botta e risposta degli esordi del tennis, con i giocatori che ribattevano la palla fra loro finché uno dei due sbagliava concedendo punto; Lawford adottò questo approccio fino al 1880, quando in una partita dovette sostenere un'estenuante serie di 81 scambi consecutivi, che lo convinse a cambiare stile di gioco. Proprio da questo momento cominciò a sviluppare la sua abilità nel topspin e nelle schiacciate, colpi resi popolari dai fratelli Renshaw; nel giro di pochi anni tuttavia, per limitare l'efficacia di questi tiri, giudicata eccessiva, le federazioni tennistiche ne restrinsero la liceità durante le partite. Per ovviare a ciò, verso la fine della sua carriera Lawford cominciò ad adottare uno stile imitativo, giocando in maniera speculare agli avversari che incontrava e riservando i suoi potenti diritti per le fasi finali del gioco. Herbert Chipp, altro tennista del tempo che divenne suo confidente e compagno di allenamenti, testimoniava come Lawford possedesse un'ottima padronanza dei propri nervi, riuscendo a mantenere il controllo delle partite anche in situazioni di svantaggio senza mai scomporsi.
Era comunque sovente criticato per la mancanza di grazia: l'estetica di gioco era infatti ritenuta molto importante dall'etichetta sportiva vittoriana, e il suo stile a volte duro era comparato negativamente con quello di molti altri giocatori giudicati più eleganti. Per lo stesso motivo, la stampa gli attribuì un certo disdegno verso le partite in doppio misto assieme alle tenniste, ma di ciò non vi furono prove concrete se non il fatto che, a differenza di altri campioni dell'epoca, non vi partecipò mai. Come esempio delle critiche rivoltegli, dopo la sua vittoria del singolare maschile di Wimbledon del 1887, il giornale sportivo Pastime gli rivolse i seguenti appunti:
(Il Pastime su Herbert Lawford, numero del 13 luglio 1887)
Per la sua indiscussa abilità, Lawford divenne presto un'icona del tennis britannico, distinto anche nel suo aspetto particolare, poiché portava spesso un vestito simile a un'uniforme da arbitro e aveva due grandi baffi a manubrio. Aveva un fisico robusto (85 kg per 180 cm) in apparenza inadatto alla disciplina che aveva scelto, ma che contribuiva molto alla potenza dei suoi tiri. Divenuto partecipante fisso dell'Irish Open, allora massima competizione sportiva irlandese, fu definito dal giornale di Dublino ipsis hibernis hiberniores, "più irlandese degli irlandesi". A causa delle numerose partite tra loro disputate, Herbert Lawford sviluppò un'accesa rivalità sportiva con William Renshaw, che tuttavia vide quasi sempre prevalere il secondo. Gli incontri col fratello Ernest Renshaw, altro suo grande rivale, risultavano invece più equilibrati. Amando poco gli spostamenti, partecipava solamente a tornei a Londra oppure a Dublino, facilmente raggiungibile dalla capitale.

### Carriera tennistica

#### 1878-1880: gli esordi
Lawford fu uno tra i primi tennisti in assoluto ad esordire al torneo di Wimbledon, partecipando già alla seconda edizione del 1878. Già al suo esordio si distinse, passando agevolmente i primi turni eliminatori contro altri dilettanti: passò il primo turno per rinuncia dell'avversario, poi batté Grimston (5-6, 6-4, 6-4, 6-5) e E. R. Seymour (6-4, 5-6, 6-5, 6-4), passando infine automaticamente i quarti di finale per mancanza di avversari. Ebbe così accesso direttamente alla semifinale, dove fu sconfitto da Lestocq Robert Erskine (3-6, 1-6, 3-6).
Nel 1879 giunse il primo titolo tennistico: in coppia con Erskine infatti riuscì a vincere il torneo in doppio dell'Università di Oxford, affiliato (ancora in maniera non ufficiale) a quello di Wimbledon. Nel singolare di Wimbledon del 1879 fu invece sconfitto al primo turno dal calciatore Edgar Lubbock (2-6, 6-4, 1-6, 2-6). Nel 1880 partecipò per la prima volta all'Irish Open, dove il 28 maggio si confrontò sempre per la prima volta con William Renshaw, che lo sconfisse al secondo turno (5-6, 6-3, 3-6, 3-6). Meglio andò nel doppio sempre all'Irish Open, dove in coppia con A. J. Mulholland riuscì a conquistare il suo secondo titolo.
Già il 4 luglio Lawford trovò la prima rivincita su Renshaw, sconfiggendolo in un combattuto incontro al torneo indetto dal Prince's Club di Londra (2-6, 3-6, 6-3, 6-5, 6-5), considerata allora la terza competizione britannica per importanza dopo Wimbledon e l'Irish Open. Durante lo stesso torneo trovò la rivincita anche su Lubbock, sconfiggendolo in finale (5-7, 5-7, 6-3, 6-0, 8-6) e ottenendo così il suo terzo trofeo. Pochi giorni più tardi, Lawford si impose come uno dei principali contendenti al singolare di Wimbledon del 1880. Passò agevolmente i primi due turni eliminatori contro John Elwyn Eddis (6-2, 6-2, 6-4) e William Bolding Monement (6-2, 6-1, 6-1), incontrando maggiori difficoltà nel terzo turno contro Richard Richardson (1-6, 6-3, 0-6, 6-5, 6-4). Nei quarti di finale sconfisse William D'Esterre (6-0, 6-3, 6-1), in semifinale George Butterworth (6-2, 6-3, 6-3) e nella finale all-comers Otway Woodhouse (6-5, 6-4, 6-0). Lawford ebbe così diritto a sfidare il campione in carica John Hartley, da cui fu tuttavia sconfitto (3-6, 2-6, 6-2, 3-6) nella conquista del suo secondo titolo. Era la prima finale di Wimbledon a non concludersi in tre set.

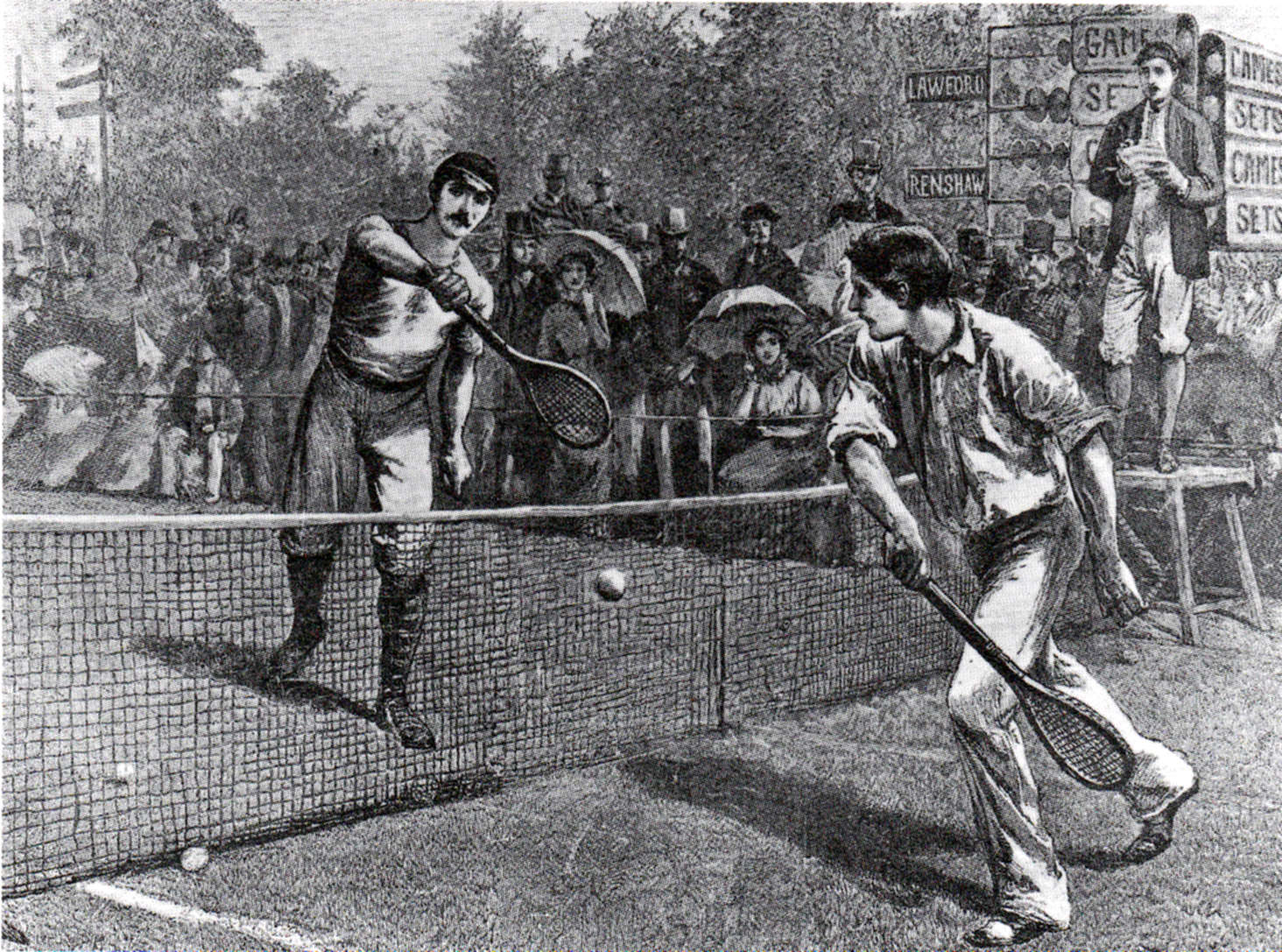
Illustrazione della semifinale del 1881 tra William Renshaw ed Herbert Lawford, considerata una delle partite più combattute del torneo (Arthur Hopkins, The Graphic, 6 agosto 1881)

#### 1881-1882: inizio della rivalità coi Renshaw
Il 1881 vide Lawford scontrarsi numerose volte con William Renshaw, dando quindi origine alla loro rivalità. All'Irish Open del maggio 1881 Lawford eliminò Ernest Renshaw (6-0, 0-6, 9-7, 6-4), fratello gemello di William e altro suo futuro rivale, che in finale vendicò la sconfitta subita del fratello (6-1, 4-6, 3-6, 1-6). Due settimane più tardi, al torneo del Prince's Club, Lawford fu ancora una volta sconfitto da William Renshaw in semifinale (5-6, 6-3, 4-6, 5-6). La circostanza si ripeté il mese successivo al singolare di Wimbledon: dopo aver sconfitto numerosi dilettanti (Cole per 6-0, 6-2, 6-3; Edwards per 6-3, 6-2, 6-2; Jenkins per 6-4, 6-3, 6-0; Murray Hill per 6-1, 6-1, 6-0) Renshaw lo batté ancora in semifinale (5-6, 6-3, 4-6, 5-6). In questa partita, Renshaw, dopo aver vinto il primo set, si trovò in svantaggio in quelli successivi, perdendo solo il secondo e recuperando negli altri, riuscendo ad aggiudicarsi alla fine l'incontro, (e il torneo nella partita seguente contro Hartley).
Il 1882 andò di poco meglio. Lawford fu subito eliminato dall'Irish Open, così come dal torneo del Prince's Club da Ernest Renshaw (3-6, 6-2, 6-3, 5-6, 4-6). Poco più tardi riuscì a trionfare nel torneo organizzato dalla società polisportiva London Atlethic Club, battendo in finale Otway Woodhouse (6-1, 4-6, 6-2, 6-3), conquistando così il suo quarto titolo tennistico. Prese poi parte al singolare di Wimbledon del 1882 dove sconfisse Benedict Follett (6-4, 6-2, 6-3), Arthur John Stanley (6-1, 6-2, 6-3) ed Herbert Wilberforce (6-2, 6-5, 6-5), ma venne nuovamente battuto in semifinale da Ernest Renshaw (4-6, 6-4, 2-6, 6-3, 0-6).

#### 1883-1885: apice della carriera
Col tempo le capacità sportive di Lawford non fecero che aumentare. All'inizio del 1883 si ripresentò al torneo del Prince's Club, dove riuscì a vincere cinque partite in maniera secca, sconfiggendo tutti gli avversari nei primi tre set, compresa la finale con William Taylor (6-2, 6-0, 6-1), e aggiudicandosi il quinto trofeo della sua carriera (fu anche l'ultimo vincitore del torneo del Prince's Club, che dopo il 1883 cessò di svolgersi). Poco dopo difese il titolo del torneo indetto dal London Athletic Club imponendosi anche qui con facilità sconfiggendo in finale Teddy Williams (6-2, 6-1, 6-0) e ottenendo il sesto titolo in assoluto. Anche l'Irish Open andò ottimamente, e Lawford raggiunse la finale contro Ernest Renshaw, che tuttavia lo sconfisse ancora (6-3, 3-6, 5-7, 6-1, 3-6). I due si rincontrarono a breve giro al primo turno del singolare di Wimbledon del 1883, e ancora una volta fu l'avversario a prevalere (6-5, 1-6, 6-3, 2-6, 5-6) (anche se, come osservato da William Renshaw, quell'incontro fu viziato dal forte vento, che favoriva i tiri di chi vi giocava a favore, anche se l'avversario, nell'ultimo set e in svantaggio di 5-0, riuscì comunque a recuperare con un'incredibile rimonta).

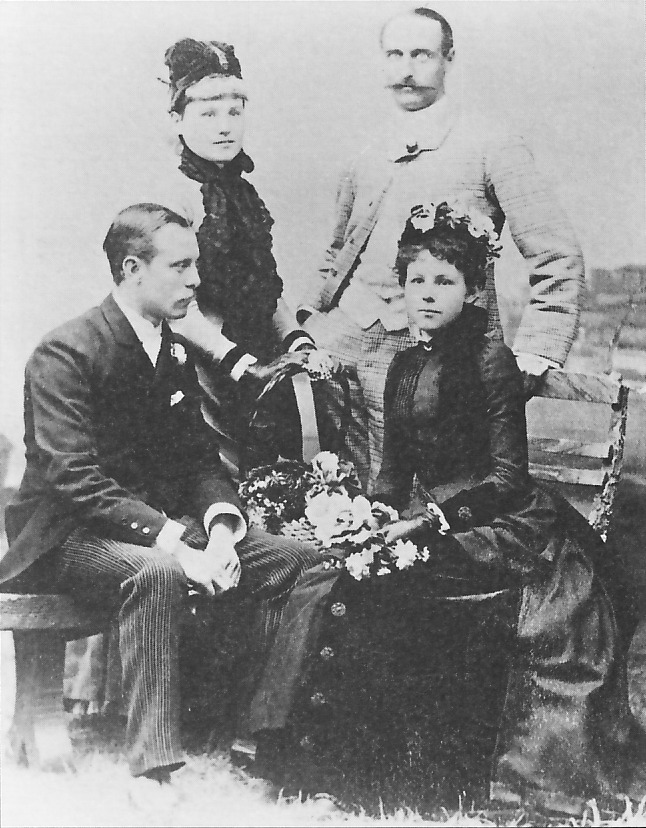
Alcuni dei più forti tennisti delle origini: per gli uomini Herbert Lawford (in piedi a destra) ed Ernest Renshaw (seduto a sinistra), per le donne le sorelle Lillian (in piedi a sinistra) e Maud Watson (seduta a destra)

La rivincita giunse l'anno successivo, quando Lawford riuscì a battere nella finale del campionato irlandese proprio Ernest Renshaw (6-1, 6-4, 6-2), conquistando così il suo settimo titolo tennistico. In coppia con Edes Browne giunse anche in finale del doppio dell'Irish Open, venendo tuttavia sconfitto dai gemelli Renshaw. Poco dopo vinse per il terzo anno di fila il torneo del London Atlethic Club, sconfiggendo Frederick Alexander Bowlby (6-3, 6-1, 3-6, 6-2) e annoverando così l'ottavo trofeo della sua carriera. Ottima fu anche la partenza nel singolare di Wimbledon del 1884, dove sconfisse nei turni preliminari Herbert Wilberforce (6-1, 6-3, 7-5) e Robert Thompson (6-1, 6-1, 6-2), prevalendo poi in semifinale contro Herbert Chipp (7-5, 6-4, 6-4) e nella finale all-comers contro Charles Grinstead (7-5, 2-6, 6-2, 9-7). Per la seconda volta quindi Lawford poté accedere al challenge round, dove lo attendeva il campione in carica e rivale William Renshaw: la sfida vide dapprima un dominio totale di Renshaw, che vinse il primo set per 6-0, e in seguito una ripresa parziale di Lawford, che tuttavia perse anche il secondo e il terzo set per 6-4 e 9-7, confermando quindi il rivale come campione. Durante lo stesso torneo provò ancora ad approcciarsi al doppio maschile in coppia con Herbert Wilberforce, di cui riconosceva il talento, ma i due persero alla prima partita contro i fratelli Renshaw (3-6, 3-6, 6-4, 2-6). Nello stesso 1884 si trasferì a Wimbledon per poter partecipare più agevolmente agli eventi sportivi, e vi rimase fino al 1909.
Nell'aprile 1885 giunse il nono titolo per Lawford, che si aggiudicò le British Covered Court Championships sconfiggendo in finale Charles Hoadley Ashe Ross (7-5, 6-3, 6-3). Il mese successivo fu coronato da un nuovo successo, in quanto Lawford difese con successo il titolo di campione dell'Irish Open sconfiggendo nel challenge round Ernest Renshaw (4-6, 6-2, 3-6, 6-3, 6-4) e ottenendo così il decimo titolo in carriera. Ancora ottime furono le prestazioni al singolare di Wimbledon del 1885, dove arrivarono le vittorie su Harry Grove (6-3, 6-2, 6-1), Patrick Bowes-Lyon (6-2, 7-5, 6-3), sul campione degli US Open James Dwight (6-2, 6-2, 6-3) e infine su Ernest Renshaw (5-7, 6-1, 0-6, 6-2, 6-4). Per il secondo anno di fila Lawford ebbe accesso al challenge round, dove lo aspettava sempre William Renshaw, che di nuovo si impose su di lui (5-7, 2-6, 6-4, 5-7).

#### 1886-1887: apparente tracollo e trionfo di Wimbledon
Le continue sconfitte contro i Renshaw parvero avere il loro peso sul rendimento di Lawford, che infatti dal 1886 cominciò a subire una penuria di vittorie. Non fu in grado di confermare il titolo delle British Covered Court Championships, dove venne battuto nel challenge round da Teddy Williams (2-6, 6-1, 7-5, 4-6, 4-6), mentre invece difese a fatica il titolo dell'Irish Open contro Willoughby Hamilton (5-7, 6-4, 6-4, 7-5), conquistando così l'undicesimo titolo tennistico. Anche il singolare di Wimbledon del 1886 lo vide avanzare con difficoltà, concedendo molti punti agli avversari: batté Harry Grove (0-6, 6-0, 4-6, 6-4, 6-2), Willoughby Hamilton (8-6, 6-1, 8-6), Toler Garvey (6-3, 6-2, 6-0) ed Ernest Lewis (6-2, 6-3, 2-6, 4-6, 6-4). Per il terzo anno di fila quindi si scontrò con William Renshaw nel challenge round, e ancora una volta ebbe la peggio (0-6, 7-5, 3-6, 4-6).
Il 1887 iniziò nel peggiore dei modi, ovvero con la sconfitta nel challenge round dell'Irish Open, dove Lawford fu battuto da Ernest Renshaw e perse il titolo di campione che deteneva da tre edizioni (5-7, 2-6, 7-9). Tuttavia Lawford non si demoralizzò, e puntò a vincere il singolare di Wimbledon del 1887: William Renshaw infatti era impossibilitato a difendere il titolo perché affetto da epicondilite, sviluppata proprio per gli sforzi agonistici, e quindi il titolo di campione era di fatto vacante; inoltre i pochi partecipanti di quell'anno, appena sedici, resero l'ambito trofeo ancora più raggiungibile. Non per questo il cammino di Lawford fu facile, e riuscì a battere solo con molto impegno gli avversari Harry Barlow (6-0, 9-7, 6-3), Oswald Milne (7-5, 6-0, 6-3) ed Harry Grove (4-6, 6-3, 7-5, 7-5).
Lawford giunse così alla finale all-comers, a tutti gli effetti determinante per l'assegnazione del trofeo a causa dell'assenza annunciata di William Renshaw; il suo avversario era il fratello Ernest, che riuscì a battere solo dopo cinque set (1-6, 6-3, 3-6, 6-4, 6-4), andando in svantaggio per due volte ma recuperando in entrambe le occasioni con grande tenacia e sfruttando la sempre maggiore stanchezza dell'avversario, che pure era di dieci anni più giovane. Alla quinta finale disputata quindi Herbert Lawford riuscì finalmente a diventare campione del torneo di Wimbledon, suo dodicesimo e ultimo titolo agonistico. L'insperata vittoria gli valse l'ammirazione di buona parte del panorama sportivo britannico, come ricordò anche il suo estimatore Charles Gilbert Heathcote, uno dei fondatori del torneo di Wimbledon.

#### 1888-1890: declino e ritiro
La vittoria di Wimbledon fu il coronamento della carriera tennistica di Herbert Lawford, ma anche l'inizio del suo declino. Complice l'avvicendamento generazionale che inevitabilmente lo contrapponeva a giocatori sempre più giovani ed energici, nel 1888 riuscì a raggiungere ancora la finale all-comers dell'Irish Open, ma fu battuto da Willoughby Hamilton (1-6, 0-6, 6-4, 0-6), e allo stesso modo non riuscì a difendere il titolo di Wimbledon, venendo sconfitto al challenge round da Ernest Renshaw (3-6, 5-7, 0-6), nell'ultima partita che vide i due contrapposti.
Il 1889 non andò meglio. All'Irish Open Lawford fu subito eliminato da Ernest Lewis (2-6, 1-6, 2-6), che gli concesse appena cinque punti complessivi, mentre al singolare di Wimbledon riuscì a sconfiggere ai preliminari Arthur Andrews (6-1, 6-3, 6-1) e Arthur Ziffo (6-2, 6-2, 6-0), ma venne superato in semifinale dall'antico rivale William Renshaw, in parte ripresosi dal "gomito del tennista" che lo affliggeva (5-7, 7-5, 3-6, 2-6) e che vinse in quell'edizione l'ultimo suo titolo di Wimbledon. Fu questa l'ultima sfida tra Herbert Lawford e William Renshaw, poiché anche il secondo era al termine della sua carriera e si sarebbe ritirato l'anno successivo. La stampa fu veloce a riportare il declino di Lawford, descrivendolo come «assai fuori forma. Molti dei suoi tiri erano imprecisi e parecchi non superarono nemmeno la rete», e addirittura ipotizzarono che stesse soffrendo di reumatismi.
Indipendentemente dalle speculazioni giornalistiche, Lawford ormai aveva ben poca energia e motivazione per continuare a giocare, tanto che si iscrisse ma non partecipò effettivamente né all'Irish Open né al singolare di Wimbledon 1890, mettendo effettivamente termine alla sua carriera tennistica. Aveva vinto dodici trofei, tra i quali un'edizione del singolare maschile di Wimbledon e un'edizione non ufficiale del doppio maschile. L'effettivo ritiro di Lawford fu lamentato dal The Daily News, che lo definì un "veterano". Delle sei finali raggiunte a Wimbledon ne aveva perse cinque, record negativo eguagliato successivamente solo da Arthur Gore; di queste, tre erano state perse consecutivamente, cosa che successe solamente ad altri due tennisti, Gottfried von Cramm e Fred Stolle. Era comunque stato l'unico tennista in grado di interrompere il dominio dei fratelli Renshaw nel panorama tennistico degli albori.

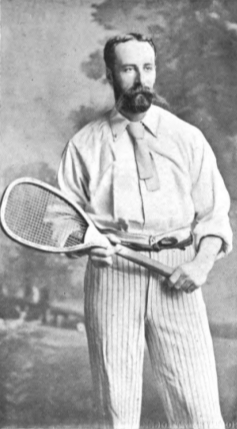
Herbert Chipp, uno dei primi analisti del tennis, principale estimatore di Lawford

### Dopo il ritiro

#### Dirigente e divulgatore tennistico
Accanto all'attività agonistica, Herbert Lawford fu anche uno dei primi dirigenti delle nascenti federazioni tennistiche. Membro di associazioni sportive fin dall'inizio della sua carriera, fu tra i principali membri dell'All England Lawn Tennis and Croquet Club, così come tra i fondatori nel 1888 della Lawn Tennis Association, massimo organo tennistico del Regno Unito. Per tutta la vita fu un sostenitore della maggiore importanza del torneo di Wimbledon rispetto a tutti gli altri, criticando aspramente anche la vasta proliferazione dei campionati di tennis, che per la stragrande maggioranza dei casi non riteneva essere allo stesso livello.
Spinto dalla sua passione per il tennis, fu anche uno dei suoi maggiori divulgatori al grande pubblico. Dal 1885 infatti diede il suo contributo al volume sul tennis della Badminton Library of Sports and Pastimes (1890), la prima enciclopedia sportiva edita in Gran Bretagna grazie al patrocinio di Henry Charles FitzRoy Somerset, VIII duca di Beaufort, scrivendo un approfondimento sul funzionamento delle partite di tennis e sul rendimento fisico e psicologico dei giocatori. Nella stessa enciclopedia scrisse un articolo anche sulla caccia, di cui era appassionato.
Dopo il ritiro dal tennis, si dedicò al golf amatoriale, vincendo anche il trofeo Silver Shield nel 1894, poi nuovamente nel 1901 e 1902, così come altri trofei minori. Anche il figlio Acland Lawford divenne un golfista noto a livello nazionale. Herbert Lawford continuò a giocare a golf fino al 1913, quando la morte della moglie lo fece ritirare definitivamente da qualsiasi disciplina sportiva.

#### Vita privata e morte
L'8 settembre 1886 sposò Edith Lawford (1869-1913), figlia di suo cugino Alfred Lawford, di diciassette anni più giovane di lui.  Il matrimonio tra Herbert ed Edith fu probabilmente di convenienza, poiché gli zii del tennista non erano né ricchi né influenti come invece il resto della famiglia (Alfred Lawford divenne anche violento e malato di mente), ma pare che l'unione tra i due fosse comunque affiatata. Ebbero un unico figlio, Acland Lawford, nato il 3 gennaio 1889, che tuttavia non ebbe mai un buon rapporto col padre, che nel 1922 lo diseredò dopo i numerosi eccessi da lui compiuti. Lawford continuò a lavorare nel settore bancario fino al 1903, quando si ritirò dall'azienda Steer, Lawford & Co.
Continuò a risiedere a Londra fino al 1909, quando si trasferì in Scozia, e nel 1913 rimase vedovo della moglie Edith, che morì per un cancro al seno. Si spense, per cause naturali, il 20 aprile 1925, a quasi 74 anni, nella sua tenuta di Drumnagesk presso il villaggio di Aboyne, e fu sepolto accanto alla moglie. Designò come eredi la sorella Jessie, le nipoti Ernestine e Adela Lawford (che da alcuni anni vivevano con lo zio) e l'amica Freda Robertson.

## Eredità sportiva
(Herbert Chipp sul gioco di Herbert Lawford.)
Già nel 1880, ancora all'inizio della sua carriera, era considerato uno dei tennisti britannici più forti in assoluto, e assieme ai rivali William ed Ernest Renshaw è quindi ricordato come uno dei pionieri del tennis. La vittoria di Wimbledon nel 1887 lo avrebbe teoricamente reso il tennista britannico più forte del periodo, ma aveva poco prima perso il titolo dell'Irish Open contro Ernest Renshaw, che avrebbe a sua volta vinto Wimbledon l'anno successivo sconfiggendo proprio Lawford, quindi secondo alcuni storici dello sport i due si sarebbero trovati fondamentalmente allo stesso livello. Nonostante le molteplici sconfitte, dal 1880 aveva comunque raggiunto la finale di Wimbledon per cinque volte, quattro delle quali consecutive, più una sesta giocata di diritto, testamento della sua costanza e resilienza agonistica.

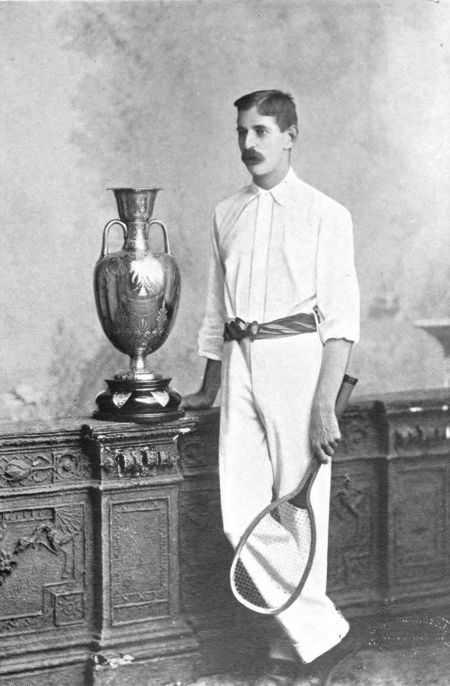
Joshua Pim, considerato erede sportivo di Herbert Lawford

La sua attività amministrativa e, soprattutto, la spettacolarità dei suoi incontri coi fratelli Renshaw, ampiamente pubblicizzati dalla stampa, contribuirono a rendere il tennis uno sport popolare e conosciuto dal grande pubblico. A Herbert Lawford il popolare poeta irlandese Percy French dedicò una poesia, Ye Tale of Ye Final - 1884, composta in occasione della finale dell'Irish Open di quell'anno contro Ernest Renshaw, dove il tennista fu definito come «il leone Lawford». Il gioco e la carriera di Lawford furono fondanti per i primordi del tennis, tanto che nel 1903 Harold Mahony li definì «l'era dei Renshaw e di Lawford». Addirittura, dopo il ritiro dei tre nell'arco dei primi anni 1890, il tennis britannico visse un periodo di crisi breve ma profonda: il pubblico si disinteressò per la mancanza di spettacolarità delle partite dei nuovi tennisti, che diminuirono numericamente, e così pure il sostegno economico alle associazioni tennistiche.
Lawford funse da modello sportivo per molti dei tennisti immediatamente successivi come Herbert Chipp (che contro di lui perse quattro partite), Joshua Pim e William Larned, che integrarono il diritto Lawford nel loro gioco con ottimi risultati, vincendo più volte il primo a Wimbledon e il secondo agli US Open. Anche Richard Sears, che aveva osservato alcune sue partite, fu influenzato dal suo stile di gioco, adottando il topspin nel suo repertorio e dominando anche per questo gli US Open degli anni 1880. Lawford divenne quindi una delle figure maggiormente ricordate dai primi storici e analisti del tennis come Chipp stesso, Harry Scrivener (che osservò molte delle sue partite), Herbert Wilberforce, Charles Gilbert Heathcote e James Dwight, che nel suo manuale Lawn Tennis (1886), uno dei primi testi teorici della disciplina, analizzò lo stile metodico di Lawford, a tutti gli effetti precursore del moderno agonismo. Fu, tra l'altro, uno dei primi sportivi a sostenere un regime regolare di allenamenti per mantenere la propria forma nel tempo, cosa allora affatto rara.
Inoltre, come testimoniato da Arthur Wallis Myers, Lawford contribuì molto alla standardizzazione dell'equipaggiamento tennistico. Mentre all'epoca erano in voga racchette leggermente ricurve (come ad esempio le prediligevano i Renshaw) Lawford invece, influenzato dal suo stile fatto di tiri molto potenti, necessitava di racchette dritte e uniformi, e fu dietro suo impulso che alcune aziende cominciarono a produrre tali oggetti in serie, contribuendo quindi a sdoganarle e a renderle preponderanti nello sport. Lawford contribuì anche alla creazione del modello standard della pallina da tennis, il cui moderno prototipo fu creato da Charles Gilbert Heathcote e in seguito rifinito dalle prove pratiche condotte da Lawford.
In riconoscimento al suo esteso contributo allo sviluppo del tennis, Herbert Lawford fa parte dell'International Tennis Hall of Fame dal 2006.

## Opere
- (EN) Herbert Lawford, Chapter XIII: Match Playing, in Henry Charles FitzRoy Somerset, VIII duca di Beaufort (a cura di), The Badminton Library of Sports and Pastimes, vol. 14, 1890,  pp. 272-278.

## Finali del Grande Slam

### Singolare

#### Vinte
| Anno | Torneo    | Avversario nella finale | Punteggio               |
| ---- | --------- | ----------------------- | ----------------------- |
| 1887 | Wimbledon | Ernest Renshaw          | 1-6, 6-3, 3-6, 6-4, 6-4 |

#### Perse
| Anno | Torneo    | Avversario nella finale | Punteggio          |
| ---- | --------- | ----------------------- | ------------------ |
| 1880 | Wimbledon | John Hartley            | 3-6, 2-6, 6-2, 3-6 |
| 1884 | Wimbledon | William Renshaw         | 0-6, 4-6, 7-9      |
| 1885 | Wimbledon | William Renshaw         | 5-7, 2-6, 6-4, 5-7 |
| 1886 | Wimbledon | William Renshaw         | 0-6, 7-5, 3-6, 4-6 |
| 1888 | Wimbledon | Ernest Renshaw          | 3-6, 5-7, 0-6      |

### Doppio

#### Vinte
| Anno | Torneo | Compagno               | Avversari nella finale | Punteggio                         | Note                   |
| ---- | ------ | ---------------------- | ---------------------- | --------------------------------- | ---------------------- |
| 1879 | Oxford | Lestocq Robert Erskine | F. Durant G. E. Tabor  | 4-6, 6-4, 6-5, 6-2, 3-6, 5-6, 7-5 | Edizione non ufficiale |

### Annotazioni
1. ↑  Si considerano solo la vittoria del doppio di Oxford del 1879, la vittoria del doppio irlandese del 1880, le sconfitte nel 1881, 1883 e 1884 sempre nel doppio irlandese e infine la sconfitta nel doppio di Wimbledon del 1884; escludendo la prima partita, non ufficiale, Lawford conterebbe quindi 1 vittoria e 3 sconfitte nel doppio.
2. ↑  Se si considerano anche le edizioni non ufficiali, Lawford vinse assieme a Lestocq Robert Erskine il doppio di Oxford del 1879, allora affiliato in maniera ufficiosa al torneo di Wimbledon. Cfr. Lawford 2020, cap. 1: Portrait of a tournament pioneer, p. 8.
3. ↑  Nel 1880 Lawford giocò in un'amichevole calcistica tra le compagini di due delle principali aziende londinesi del tempo, la Borsa di Londra e il Lloyd's di Londra. Cfr. Lawford 2020, cap. 4: Home and City life, p. 49.
4. ↑  Alla scuola di Repton che frequentò, nonostante essa fosse di modeste dimensioni, fu uno dei pochi alunni a non ricevere una menzione speciale al termine dell'anno scolastico 1867. Cfr. Lawford 2020, cap. 3: Boarding at Windlesham School, p. 14.
5. ↑  Giocatori come Herbert Wilberforce e Charles Gilbert Heathcote ritenevano che tali provvedimenti fossero stati adottati proprio in conseguenza delle numerose vittorie di Lawford, che comunque si adeguò senza protestare al nuovo regolamento. Cfr. Lawford 2020, cap. 1: Portrait of a tournament pioneer, pp. 9-11. Per alcuni, questo adeguamento era motivato dalla speranza che la riforma andasse a danneggiare i suoi principali rivali, i fratelli Renshaw. Cfr. Semeraro 2011, p. 21.
6. ↑  Chipp riporta come, durante una partita in un torneo minore contro Ernest George Meers, Lawford gli concedesse intenzionalmente i primi punti di ogni set, salvo poi recuperarlo metodicamente ogni volta. Cfr. Lawford 2020, cap. 1: Portrait of a tournament pioneer, p. 7.
7. ↑  A volte dalla stampa era chiamato in maniera ironica wrestler. Cfr. Lawford 2020, cap. 4: Home and City life, p. 22.
8. ↑  Solo in un'occasione, durante una vacanza in Costa Azzurra, partecipò ad un torneo di Cannes. Cfr. Lawford 2020, cap. 4: Home and City life, p. 21.
9. ↑  All'epoca la determinazione degli avversari nei vari incontri iniziali non era bilanciata. Cfr. Jefferys 2019, cap. The Renshaws, 'fathers of modern lawn tennis', p. 5.
10. ↑  Di Acland Lawford si possiedono poche informazioni, poiché sparì per non dover pagare dei debiti durante la prima guerra mondiale e ricomparve brevemente nel 1925 solo per tentare di riottenere l'eredità paterna, per poi svanire definitivamente nell'Estremo Oriente. Cfr. Lawford 2020, cap. 5: Estrangement, bereavement & rejuvenation in Scotland, p. 8.
11. ↑  Per Herbert Chipp, tra i tennisti di nuova generazione era proprio Joshua Pim il giocatore che più si avvicinava allo stile di gioco di Lawford, il quale si disse d'accordo. Cfr. Lawford 2020, cap. 1: Portrait of a tournament pioneer, p. 23.

### Riferimenti
1. 1 2 3 4 5 6 7 8 9 10 11 12 13 14 15 16 17 18 19 20 21 22 23 24 25 26 27 28 29 30 31 32 33 34 35 36 37  (EN) Herbert Fortescue Lawford (statistiche), su tennisarchives.com (archiviato dall'url originale il 2 aprile 2016).
2. 1 2 3 4 5 6 7 8 9 10 11 12  (EN) Herbert Lawford, su tennisfame.com.
3. 1 2  (EN) Jamie Saunderson, Remembering Wimbledon's serial loser who earned infamous record, su aberdeenlive.news, 6 luglio 2023.
4. ↑  Lawford 2020, cap. 2: Family roots and childhood up to 1862, p. 1.
5. ↑  Lawford 2020, cap. 2: Family roots and childhood up to 1862, pp. 11-15.
6. 1 2  Lawford 2020, cap. 2: Family roots and childhood up to 1862, p. 17.
7. ↑  Lawford 2020, cap. 4: Home and City life, p. 28.
8. ↑  Lawford 2020, cap. 2: Family roots and childhood up to 1862, pp. 15-16.
9. ↑  Lawford 2020, cap. 3: Boarding at Windlesham School, p. 4.
10. ↑  Lawford 2020, cap. 2: Family roots and childhood up to 1862, pp. 15-18.
11. ↑  Lawford 2020, cap. 3: Boarding at Windlesham School, pp. 16-18.
12. ↑  Lawford 2020, cap. 3: Boarding at Windlesham School, pp. 22-23.
13. ↑  Lawford 2020, cap. 4: Home and City life, p. 2.
14. ↑  Lawford 2020, cap. 4: Home and City life, pp. 32-37.
15. ↑  Lawford 2020, cap. 3: Boarding at Windlesham School, p. 22.
16. ↑  Lawford 2020, cap. 4: Home and City life, pp. 47-49.
17. ↑  Lawford 2020, cap. 4: Home and City life, p. 1.
18. ↑  Lawford 2020, cap. 4: Home and City life, p. 3.
19. 1 2  Lawford 2020, cap. 4: Home and City life, p. 25.
20. 1 2 3  Ohnsorg 2011, p. 13.
21. 1 2 3 4 5  Semeraro 2011, p. 20.
22. 1 2 3 4  Lawford 2020, cap. Introduction, p. 3.
23. ↑  Lawford 2020, cap. 1: Portrait of a tournament pioneer, p. 10.
24. 1 2  Lawford 2020, cap. 1: Portrait of a tournament pioneer, p. 5.
25. ↑  Lawford 2020, cap. 1: Portrait of a tournament pioneer, pp. 13-14.
26. ↑  Lawford 2020, cap. 4: Home and City life, p. 24.
27. ↑  Lake 2015, p. 27.
28. ↑  Lawford 2020, cap. 1: Portrait of a tournament pioneer, p. 2.
29. 1 2  Lawford 2020, cap. 1: Portrait of a tournament pioneer, p. 3.
30. 1 2  Lawford 2020, cap. 4: Home and City life, p. 21.
31. 1 2 3 4 5 6 7 8 9 10 11 12 13 14 15 16 17 18 19 20 21 22 23 24 25 26 27 28 29 30 31 32 33 34 35  Lawford 2020, cap. 4: Home and City life, p. 59.
32. 1 2 3  Lawford 2020, cap. 4: Home and City life, p. 60.
33. 1 2 3 4 5 6 7  Lawford 2020, cap. Introduction, p. 4.
34. 1 2  Mia 2021, cap. Storia: Dalle origini alla prima guerra mondiale - Prime edizioni, p. 3.
35. 1 2  Jefferys 2019, cap. The Renshaws, 'fathers of modern lawn tennis', p. 5.
36. ↑  Jefferys 2019, cap. The Renshaws, 'fathers of modern lawn tennis', pp. 5-6.
37. 1 2 3 4 5  Mia 2021, cap. Storia: Dalle origini alla prima guerra mondiale - Prime edizioni, p. 4.
38. ↑  Lawford 2020, cap. 1: Portrait of a tournament pioneer, pp. 7-8.
39. ↑  Lawford 2020, cap. 4: Home and City life, pp. 21-22.
40. ↑  Lawford 2020, cap. 4: Home and City life, p. 23.
41. 1 2 3  Lawford 2020, cap. 1: Portrait of a tournament pioneer, p. 16.
42. 1 2 3 4 5  Lawford 2020, cap. 4: Home and City life, p. 26.
43. ↑   Andrea Fossale, La storia di Wimbledon – dal primo torneo alla seconda guerra mondiale, su tenniscircus.com, 2019.
44. ↑  Semeraro 2011, p. 117.
45. ↑  Lawford 2020, cap. 1: Portrait of a tournament pioneer, p. 24.
46. ↑  Lawford 2020, cap. 1: Portrait of a tournament pioneer, pp. 21-25.
47. ↑  Lawford 2020, cap. 4: Home and City life, p. 56.
48. ↑  Lawford 2020, cap. 4: Home and City life, p. 27.
49. ↑  Lawford 2020, cap. 4: Home and City life, p. 51.
50. 1 2  Lawford 2020, cap. 4: Home and City life, p. 54.
51. ↑  Lawford 2020, cap. 3: Boarding at Windlesham School, p. 23.
52. ↑  Lawford 2020, cap. 4: Home and City life, pp. 41-43.
53. 1 2 3 4  Lawford 2020, cap. Introduction, p. 7.
54. ↑  Lawford 2020, cap. 4: Home and City life, p. 46.
55. ↑  Lawford 2020, cap. 5: Estrangement, bereavement & rejuvenation in Scotland, pp. 1-8.
56. ↑  Lawford 2020, cap. 5: Estrangement, bereavement & rejuvenation in Scotland, p. 16.
57. ↑  Lawford 2020, cap. 5: Estrangement, bereavement & rejuvenation in Scotland, p. 31.
58. ↑  Lawford 2020, cap. 5: Estrangement, bereavement & rejuvenation in Scotland, p. 25.
59. ↑  Lawford 2020, cap. 5: Estrangement, bereavement & rejuvenation in Scotland, p. 20.
60. 1 2  Lawford 2020, cap. 1: Portrait of a tournament pioneer, p. 4.
61. ↑  Lawford 2020, cap. Introduction, p. 5.
62. ↑  Jefferys 2019, cap. The Renshaws, 'fathers of modern lawn tennis', p. 8.
63. ↑  Lawford 2020, cap. 1: Portrait of a tournament pioneer, pp. 19-20.
64. ↑  Ohnsorg 2011, p. 29.
65. ↑  Lawford 2020, cap. 1: Portrait of a tournament pioneer, p. 9.
66. ↑  Lawford 2020, cap. 1: Portrait of a tournament pioneer, p. 21.
67. ↑  Lawford 2020, cap. 4: Home and City life, pp. 25-26.
68. 1 2 3  Lawford 2020, cap. 1: Portrait of a tournament pioneer, p. 11.